# Кукарача (песня)
«Кукара́ча» (исп. La Cucaracha, «таракан») — шуточная народная песня на испанском языке в жанре корридо. Стала популярной во время Мексиканской революции начала XX века, так как «тараканами» называли правительственные войска. Однако есть упоминания песни, относящиеся к 1883 и даже 1818 году.

## Текст песни
Существуют многие варианты текста песни на испанском языке. Наиболее популярным в песне является припев про кукарачу. В наши дни варианты припева, упоминающего количество ножек, используются детьми как считалка.
Варианты припева:
| Испанский текст                                                                                          | Примерный перевод на русский                                                                        |
| Вариант 1                                                                                                | |
| La cucaracha, la cucaracha Ya no puede caminar Porque no tiene, porque le falta Las dos patitas de andar | Таракан, таракан Бегать уже не может Потому что у него нет Двух задних ножек.                       |
| Вариант 2                                                                                                | |
| La cucaracha, la cucaracha Ya no puede caminar Porque no tiene, porque le falta La patita principal.     | Таракан, таракан Бегать уже не может Потому что у него нет Передней ножки.                          |
| Вариант 3                                                                                                | |
| La cucaracha, la cucaracha Ya no puede caminar Porque no tiene, porque le falta Marihuana que fumar.     | Ах, таракашке сегодня тяжко И не может он ходить О дайте, дайте скорей бедняжке Марихуаны покурить. |

В варианте с марихуаной подразумевается президент Викториано Уэрта, узурпатор, который много пил и употреблял марихуану, и пришёл к власти в результате убийства популярного президента Франсиско Мадеро, начавшего революционное движение. Мадеро также упоминается в следующем куплете песни:
| El que persevera alcanza Dice un dicho verdadero Lo que quiero es venganza Por la muerte de Madero | Тот кто настойчив — достигает цели Так гласит сказание То, чего я желаю — это возмездие За смерть Мадеро. |

## На русском языке
Существует как минимум три исполняемых варианта песни на русском языке.  Тексты песен на русском языке не являются переводом с испанского и не имеют никакого отношения к оригинальному варианту.
Клавдия Новикова исполняла песню с текстом:

Я с досады чуть не плачу…

У меня в груди вулкан:

Он сказал мне «Кукарача» —

Это значит таракан!

Пусть смугла, черна гитана,

Уж таков судьбы закон.

Так зачем же в «таракана»

Ты так долго был влюблён?!…

<…>

Коль соперницу я встречу,

Ссору с ней не завяжу.

Я ни слова не отвечу,

Даже «дура» не скажу.

Не к лицу мне быть трещоткой

И драчливой, как коза.

Просто я твоей красотке

Выцарапаю глаза.

Текст, исполнявшийся, среди прочих, Эдуардом Хилем, начинается словами:

Я кукарача, я кукарача, ты так меня обозвала.

А я не плачу, а я не плачу, ты так сказала не со зла.

Я кукарача, я кукарача, смеюсь, усами шевелю.

А это значит, а это значит, что больше всех тебя люблю.

С другим текстом песню исполнила Ирина Богушевская:

Мы на днях купили дачу, был на даче чемодан.

И достался нам в придачу заграничный таракан.

Только ставим мы пластинку и заводим патефон

В желтых кожаных ботинках по пластинке скачет он.

«Я кукарача, я кукарача» — распевает таракан.

«Я кукарача, я кукарача» — таракан американ.

Под музыку «Кукарача» звучит песня «Мы едем в отпуск» в мультфильме «Три богатыря на дальних берегах».